# Xã Lincoln, Quận Washington, Kansas
Xã Lincoln (tiếng Anh: Lincoln Township) là một xã thuộc quận Washington, tiểu bang Kansas, Hoa Kỳ. Năm 2010, dân số của xã này là 55 người.